# 索菲·奧古斯塔 (安哈特-采爾布斯特)
索菲·奧古斯塔（德語：Sophie Auguste，1663年3月9日—1694年9月14日）是約翰六世的女兒，母親是霍爾斯坦-戈托普的索菲·奧古斯塔。

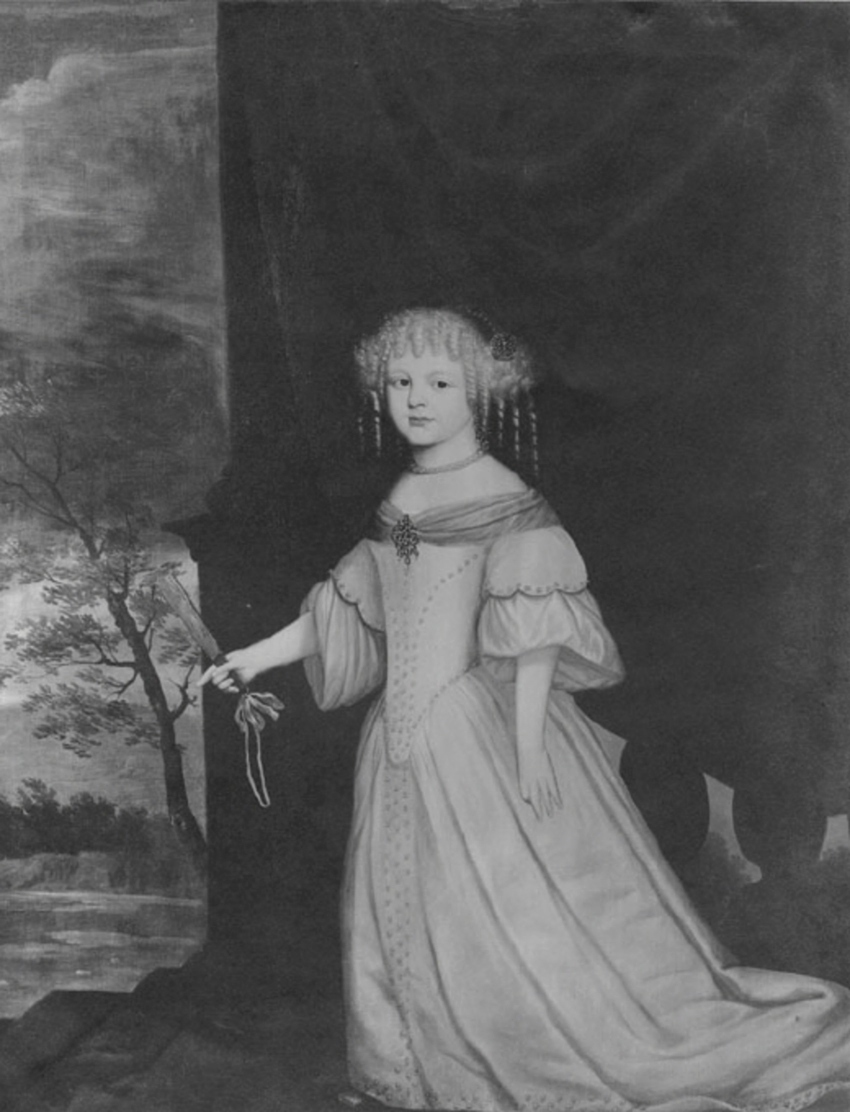
索菲·奧古斯塔

## 家庭
1685年，索菲·奧古斯塔和薩克森-威瑪的約翰·恩斯特三世結婚，兩人共有1子1女：
1. 恩斯特·奧古斯特（1688年—1748年）
2. 約翰娜·夏洛特（1693年—1751年）